# Hausach
Hausach (alemannisch Hûse) ist eine Stadt im Kinzigtal im Schwarzwald im Ortenaukreis in Baden-Württemberg. Sie gehört zum Verband Region Südlicher Oberrhein, wo sie dem Oberzentrum Offenburg zugeordnet ist. Hausach bildet zusammen mit den Nachbarstädten Wolfach und Haslach im Kinzigtal ein gemeinsames Mittelzentrum.

## Geographie

### Geographische Lage
Hausach liegt im Naturraum Mittlerer Schwarzwald auf einer Höhe von 232 m bis 952 m ü. NN westlich der Mündung der Gutach in die Kinzig.
Der Brandenkopf (937 m) liegt etwa 7 Kilometer nördlich und teilweise auf Hausacher Gebiet.

### Stadtgliederung

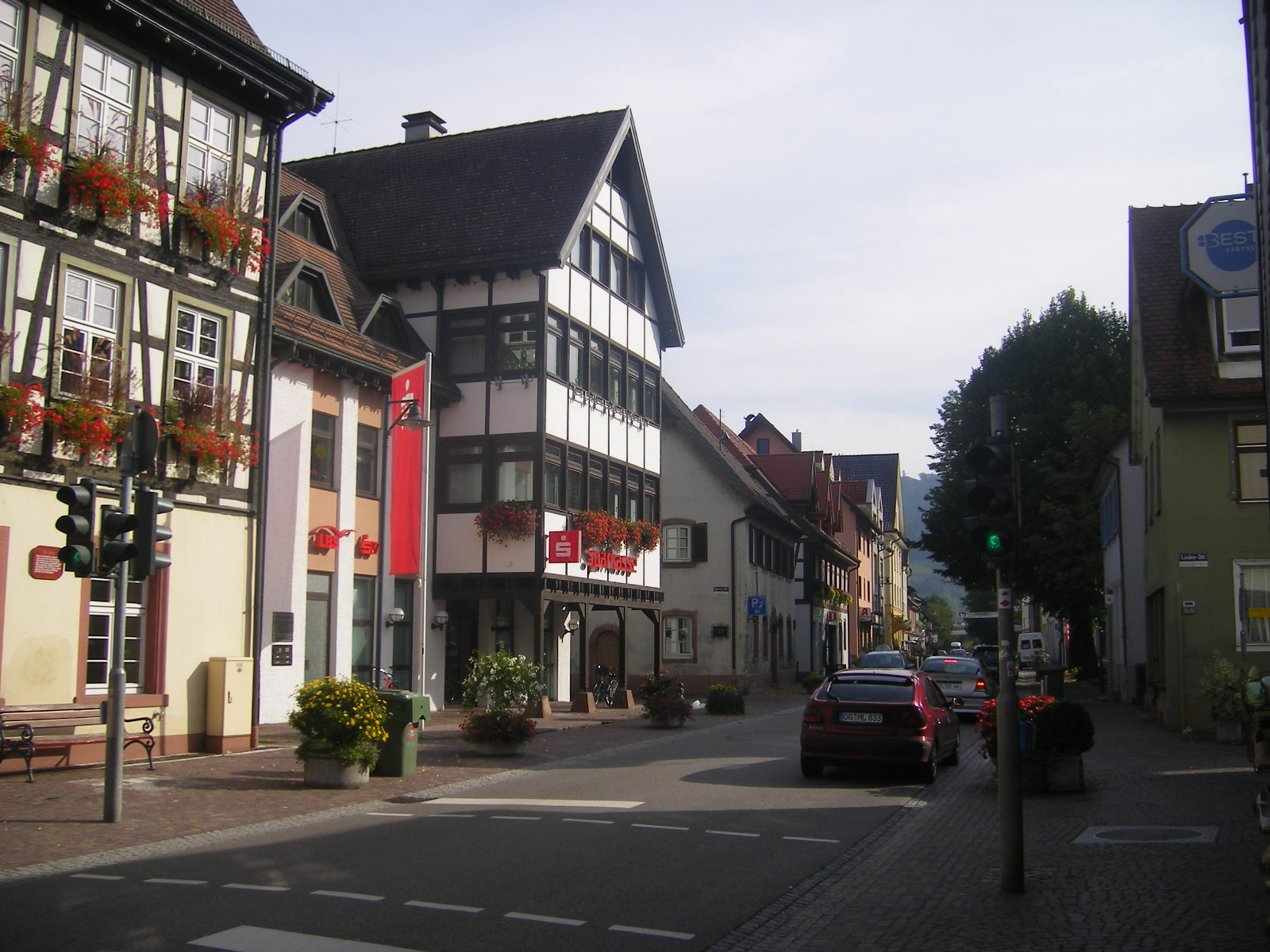
Hausach

Zur Stadt Hausach mit der bis in die 1970er-Jahre selbständigen Gemeinde Einbach gehören 32 Dörfer, Zinken, Höfe und Wohnplätze.
Zur ehemaligen Gemeinde Einbach gehören das Dorf Einbach (Vorder- und Hintertal), die Zinken Breitenbach, Frohnau, Gechbach, Hauserbach und Osterbach, die Höfe Adlersbach (Mittlerer Hof), Adlersbach (Vorderer Hof), Grieshaberhof (Sulzbach), Hohlengrundbauernhof, Limbacherhof, Martinshöfe, Oberer Hof (Sulzbach), Oberer Neuenbach, Reutengrund, Schmiderbauernhof, Steinbrunnen (Steinmatt), Unterer Neuenbach und Vordersberghof und die Wohnplätze Auf der Au, Auf der Gumm, Erlets, Hechtsberg (zum Teil zum Stadtteil Hausach), Kluse, Kurzbach, Rautsch, Scheuren und Uhlhof.
Zur Stadt Hausach in den Grenzen von 1970 gehören die Stadt Hausach, der Ort Hausach-Dorf, der Zinken Hagenbuch, das Gehöft Vorder Breitenbach und der Wohnplatz Hechtsberg (zum Teil zum Stadtteil Einbach).

## Geschichte

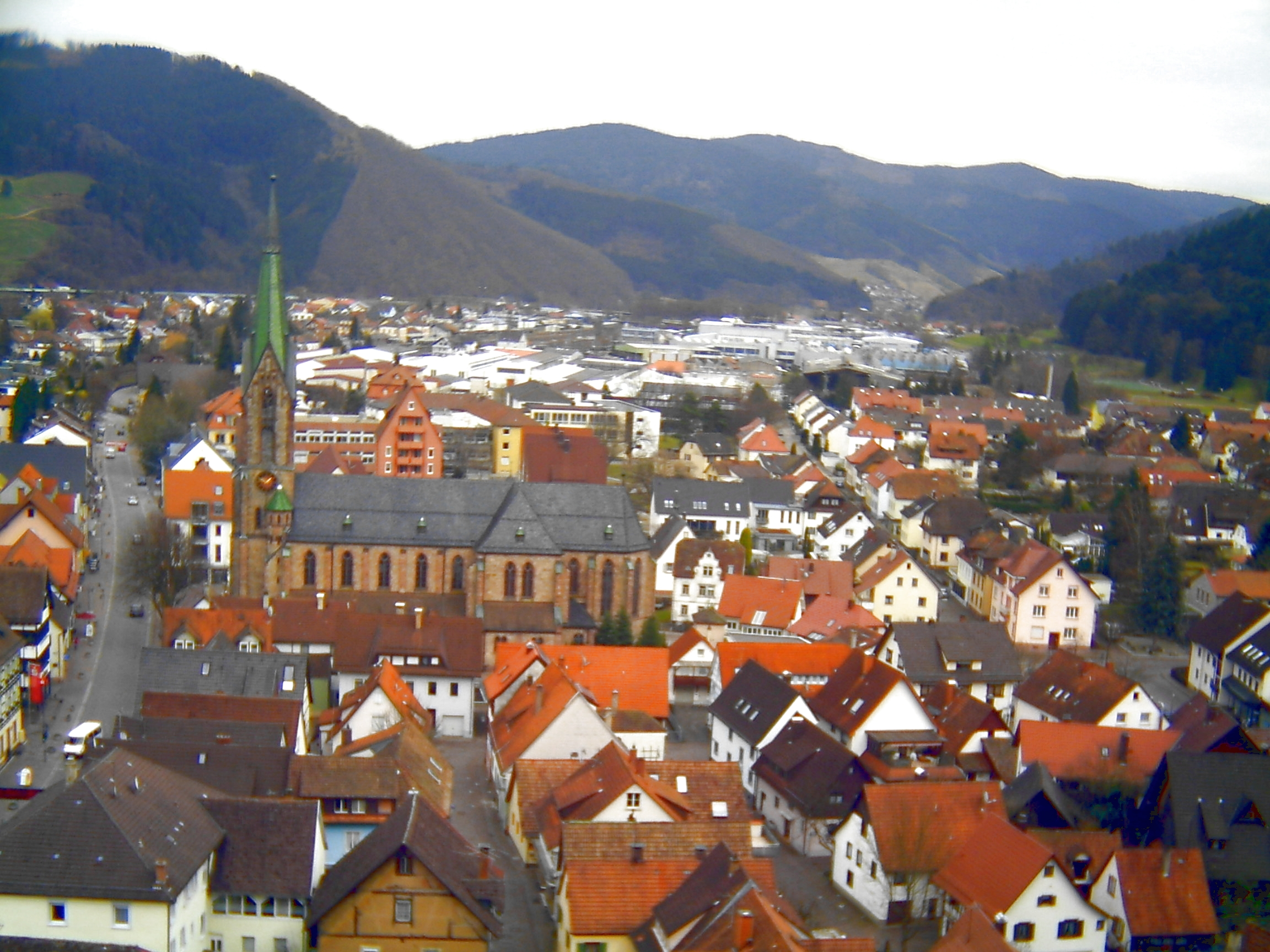
Hausach vom Schlossberg aus gesehen

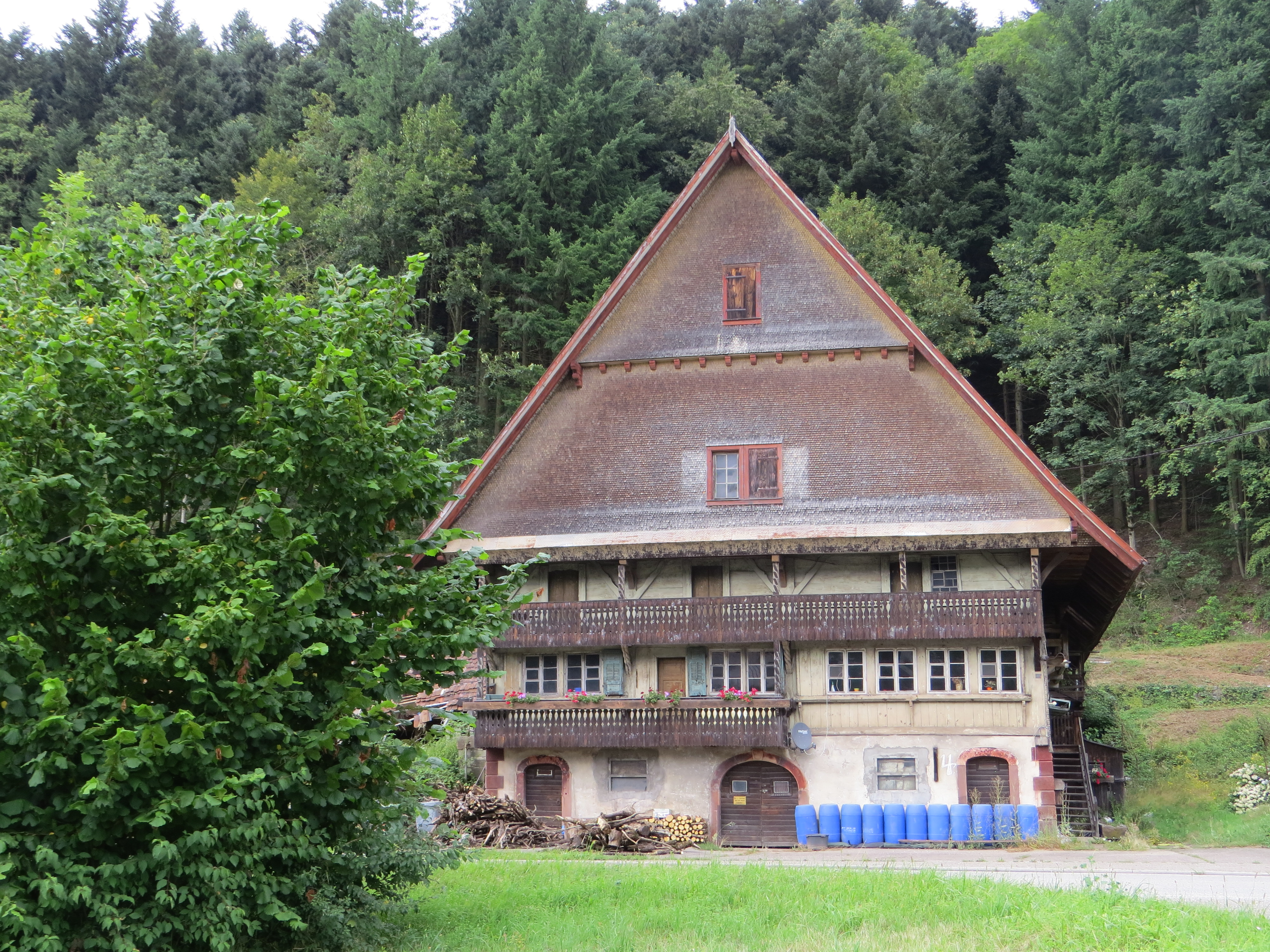
Hagenbuch bei Hausach im Kinzigtal

### Frühe Geschichte
Wie in vielen Kinzigtalstädten ist die bäuerliche Umlandbesiedlung älter als die Stadt selbst. So bestand die umgebende Streusiedlung Einbach früher als Hausach. Auf der Gemarkung der früheren Gemeinde Einbach, die erstmals 1092 erwähnt wurde, liegt links der Kinzig die ebenfalls ehemals eigenständige Gemeinde Sulzbach.
Um 1100 wurde in der Mitte der Gemarkung die Dorfkirche erbaut. Sie ist eine der ältesten Kirchen des Kinzigtales. Um 1220 wurde die Burg Husen errichtet, an deren Fuß später die Stadt Hausach entstand. Die erste urkundliche Erwähnung war 1259. Hausach, das über 500 Jahre lang zum Fürstentum Fürstenberg und ab 1500 auch zum Schwäbischen Reichskreis gehörte, hatte es wegen der unmittelbaren Nachbarschaft der fürstenbergischen Amts- und Marktstädte Wolfach und Haslach immer etwas schwer, sich zu entwickeln. Anfang des 16. Jahrhunderts kam es zu einer kurzfristigen Regentschaft des Stadtfürsten Hendrik von Maasburg, die allerdings nach weniger als einem halben Jahr endete.
Unter Truppendurchzügen, Belagerungen, Plünderungen und Brandschatzungen hatte die Stadt über Jahrhunderte zu leiden. Das Kinzigtal war durch den Abzweig ins Gutachtal bei Hausach immer ein Durchzugsgebiet von Truppen. Die einzige Geldeinnahme bildete die Zollstätte. Zwischen Hausach und Gutach war der Übergang ins Württembergische.

### 19. und 20. Jahrhundert
1806 endete die fürstenbergische Herrschaft im Kinzigtal, Hausach wurde badisch. 1866 kam mit der Eisenbahn der Fortschritt nach Hausach. Mit der Schwarzwaldbahn, die bis nach Singen weiterführt, und ihrem Abzweig nach Schiltach, wurde Hausach Trennungsbahnhof und Eisenbahnerstadt, da ein Großteil der Bevölkerung bei der Eisenbahn beschäftigt war. Auch eine Schule der Deutschen Bundesbahn gab es in Hausach.
Während des Zweiten Weltkriegs war Hausach mehrmals Schauplatz von Kampfhandlungen. Ab dem 23. Dezember 1944 flogen fast täglich Jagdbomber über Hausach. Am 28. Februar 1945 wurden mehrere Häuser in Bahnhofsnähe von Jagdbombern zerstört. Am 20. März wurde eine Mustang über Hausach abgeschossen. Gegen Ende des Weltkriegs nahmen französische Truppen die Stadt am 21. April ein, wobei mehrere Männer vom Hasenfeld aus die weiße Fahne zeigten. Später wurde bekannt, dass der Kreisleiter verfügte, sowohl die Mannesmann-Werke als auch die Stadtmühle zu sprengen, wobei die Ladungen einen Großteil Hausachs zerstört hätten, was jedoch durch den schnellen Vormarsch der französischen Truppen ungeschehen blieb.
Im Winter 1947 hatte die Hausacher Bevölkerung mit einer Hungersnot zu kämpfen. Am 5. Juli 1949 erhielt der Ort erneut die Stadtrechte. In den 1950er Jahren gab es in der Stadt eine Auswanderungswelle. 1973 wurde der Landkreis Wolfach aufgelöst, Hausach kam zum Ortenaukreis. Von 1990 bis 1995 baute man an einer Umgehungsstraße.
Durch den Bergbau und das ehemalige fürstenbergische Hammerwerk entwickelte sich Hausach zur Industriestadt. Es entstanden zentrale Schulen für das mittlere Kinzigtal am Ort.

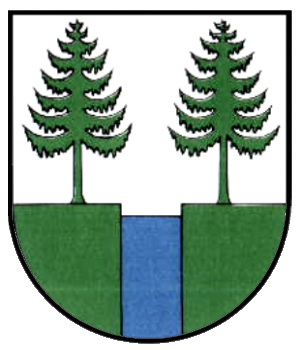
Ehemaliges Wappen von Einbach

### Eingemeindungen
1921 wurde Sulzbach nach Einbach eingemeindet. Am 1. Juli 1971 wurde die Gemeinde Einbach in die Stadt Hausach eingemeindet.

## Demographie
Einwohnerzahlen nach dem jeweiligen Gebietsstand.
| Jahr | Einwohnerzahl |
| ---- | ------------- |
| 1834 | 1.053         |
| 1885 | 1.467         |
| 1939 | 2.236         |
| 1961 | 3.592         |
| 1970 | 4.300         |
| 2011 | 5.848         |
| 2022 | 5.788         |

## Religion
Als Teil des Fürstentums Fürstenberg war Hausach schon immer katholisch geprägt. Lediglich unter Graf Wilhelm von Fürstenberg wurde es für kurze Zeit protestantisch. Nachdem er beim Kaiser in Ungnade gefallen war, gab er die Regierungsgeschäfte an seinen katholischen Bruder Friedrich ab. Dieser leitete die Gegenreformation ein und unter seinem Nachfolger Graf Albrecht wurde streng gegen die neue Lehre vorgegangen, so war die Stadt lange ausschließlich römisch-katholisch geprägt. Neben der Stadtkirche St. Mauritius gibt es die ebenfalls St. Mauritius geweihte Dorfkirche, bis 1894 die Pfarrkirche der Stadt. Die evangelische Kirche wurde 1904 fertiggestellt, außerdem haben die Zeugen Jehovas einen Königreichssaal in der Stadt. Seit der Dekanatsreform am 1. Januar 2008 gehört Hausach und die St. Mauritius-Kirche zum Dekanat Offenburg-Kinzigtal und gehört zudem zur Seelsorgeeinheit Hausach-Hornberg.

## Politik

### Gemeinderat
Die Gemeinderatswahl vom 9. Juni 2024 brachte folgendes Ergebnis:
| Partei/Liste         | 2024   | 2024   | 2019   | 2019   |
| Partei/Liste         | Anteil | Sitze  | Anteil | Sitze  |
| -------------------- | ------ | ------ | ------ | ------ |
| Freie Wähler Hausach | 42,7 % | 8      | 40,2 % | 7      |
| CDU                  | 30,4 % | 5      | 29,4 % | 5      |
| SPD                  | 16,8 % | 3      | 19,2 % | 4      |
| Grüne Liste Hausach  | 10,1 % | 2      | 11,2 % | 2      |
| Wahlbeteiligung      | 60,2 % | 60,2 % | 58,5 % | 58,5 % |

### Bürgermeister
Seit 1811 waren folgende Personen Bürgermeister der Stadt:
- 1811–1823: Severin Wernhöre
- 1823–1827: Joachim Sattler
- 1827–1856: Johann Georg Waidele
- 1849: Rudolf Streit (Mai bis Juli 1849 als Bürgermeister der „Revolutionäre“)
- 1856–1865: Josef Buchholz
- 1865–1870: Hermann Becherer
- 1870–1882: Constantin Schmid
- 1882–1888: Valentin Dorner
- 1888–1903: Johann Nepomuk Hämmerle
- 1903–1917: Gustav Adolf Rist
- 1917–1918: Fidel Renner
- 1919–05/1933 Karl Moog: (Ruhestand 6. November 1933)
- 1933–1934: Emil Wimmer
- 1934–08/1935: Alfred Haas
- 1935–1945: Fritz Kölmel
- 1945: Josef Jäckle („Notbürgermeister“)
- 1945–1946: Paul Rist
- 1946–1969: Eugen Heizmann
- 1969–1993: Manfred Kienzle (Ehrenbürger der Stadt Hausach)
- 1993–2001: Gerhard Scharf
- 2001–2017: Manfred Wöhrle (Ehrenbürger der Stadt Hausach)
- seit 2017: Wolfgang Hermann

### Wappen
Blasonierung: „In Silber das rote Fachwerkgebälk eines Hausgiebels.“

### Partnerschaften
Hausach unterhält seit 1974 eine Partnerschaft mit der französischen Gemeinde Arbois in der Region Bourgogne-Franche-Comté. Arbois ist ein Wein- und Touristenort und war die Heimat Louis Pasteurs. Berühmt und bekannt ist der Wein. Als festlicher Höhepunkt gilt das Weinfest im Juli und das Fest Biou, das im September zu Beginn der Weinlese gefeiert wird. Schüleraustausche sind nach wie vor eine der Säulen der Partnerschaft.
Ein Fahrzeug der Ortenau-S-Bahn trägt den Namen Hausach.

## Wirtschaft und Infrastruktur

### Verkehr
Die Bundesstraßen 33 (Willstätt – Ravensburg) und 294 (Bretten – Freiburg im Breisgau) werden seit 1995 durch den 1085 m langen Sommerbergtunnel um die Stadt Hausach herumgeführt. 
Durch die Schwarzwaldbahn (Offenburg – Singen) ist Hausach an das überregionale Bahnnetz angebunden. In der Stadt zweigt die Strecke nach Schiltach von der Schwarzwaldbahn ab. Der Bahnhof Hausach wird von einem Intercity-Zugpaar, der Regional-Express-Linie Karlsruhe – Konstanz sowie von den Zügen der SWEG (Bad Griesbach –) Offenburg – Freudenstadt Hbf bedient. Für die Koordinierung des öffentlichen Personennahverkehrs (ÖPNV) ist der Tarifverbund Ortenau (TGO) zuständig.
Durch Alltagsrouten aus dem Radnetz Baden-Württemberg ist Hausach 
- über Haslach im Kinzigtal und Gengenbach mit Offenburg,
- über Wolfach mit Schiltach und
- über Gutach (Schwarzwaldbahn) mit Hornberg verbunden. Die geplante Weiterführung von Hornberg nach Triberg („Zielnetz“) besteht noch nicht.

Durch Hausach verläuft als Landes-Radfernweg der Naturpark-Radweg Schwarzwald Mitte/Nord. Er führt rund um selbigen Naturpark. Er verläuft dabei von Freudenstadt über Hausach und weiter über Haslach und Gengenbach nach Offenburg durch das Kinzigtal (Kinzigtalradweg).

### Ansässige Unternehmen
Für den mittleren Schwarzwald hat Hausach große Bedeutung als Industriestandort. Wichtige Firmen sind Neumayer Tekfor Hausach, Richard Neumayer, Ucon Containersystem GmbH, Hengstler Zylinder GmbH, Kienzler Stadtmobiliar, das Kieswerk Uhl, Gass International Logistics, das Sägewerk Streit und der Bürofachhandel Streit. Zudem hat in Hausach der Gesundheitsdienstleister „Gesundes Kinzigtal“ seinen Sitz.

### Bildungseinrichtungen
Das Robert-Gerwig-Gymnasium mit ca. 800 Schülern und die kaufmännischen Schulen mit Berufskolleg und Wirtschaftsgymnasium mit ca. 400 Schülern haben für viele Gemeinden des Umkreises eine wichtige Zentralfunktion. Die Graf-Heinrich-Schule ist eine Grundschule mit Gemeinschaftsschule  mit ca. 600 Kindern und Jugendlichen. Zusätzlich befindet sich in Hausach eine Berufsfachschule für Sozial- und Pflegeberufe, welche vom Paritätischen Wohlfahrtsverband getragen wird (ca. 300 Schüler).
Für die jüngsten Bewohner gibt es zwei römisch-katholische Kindergärten und einen Kindergarten in Trägerschaft des DRK.

### Öffentliche Einrichtungen
Das im Sommer 2020 eröffnete Kinzigtalbad, als Ganzjahresbad aus der Zusammenlegung des bisherigen Freibades und Hallenbades und vollständigen Neuplanung entstanden, wurde im Sommer 2021 als vorbildliches Bauwerk in Baden-Württemberg mit dem Hugo-Häring-Preis ausgezeichnet.

## Kultur und Sehenswürdigkeiten

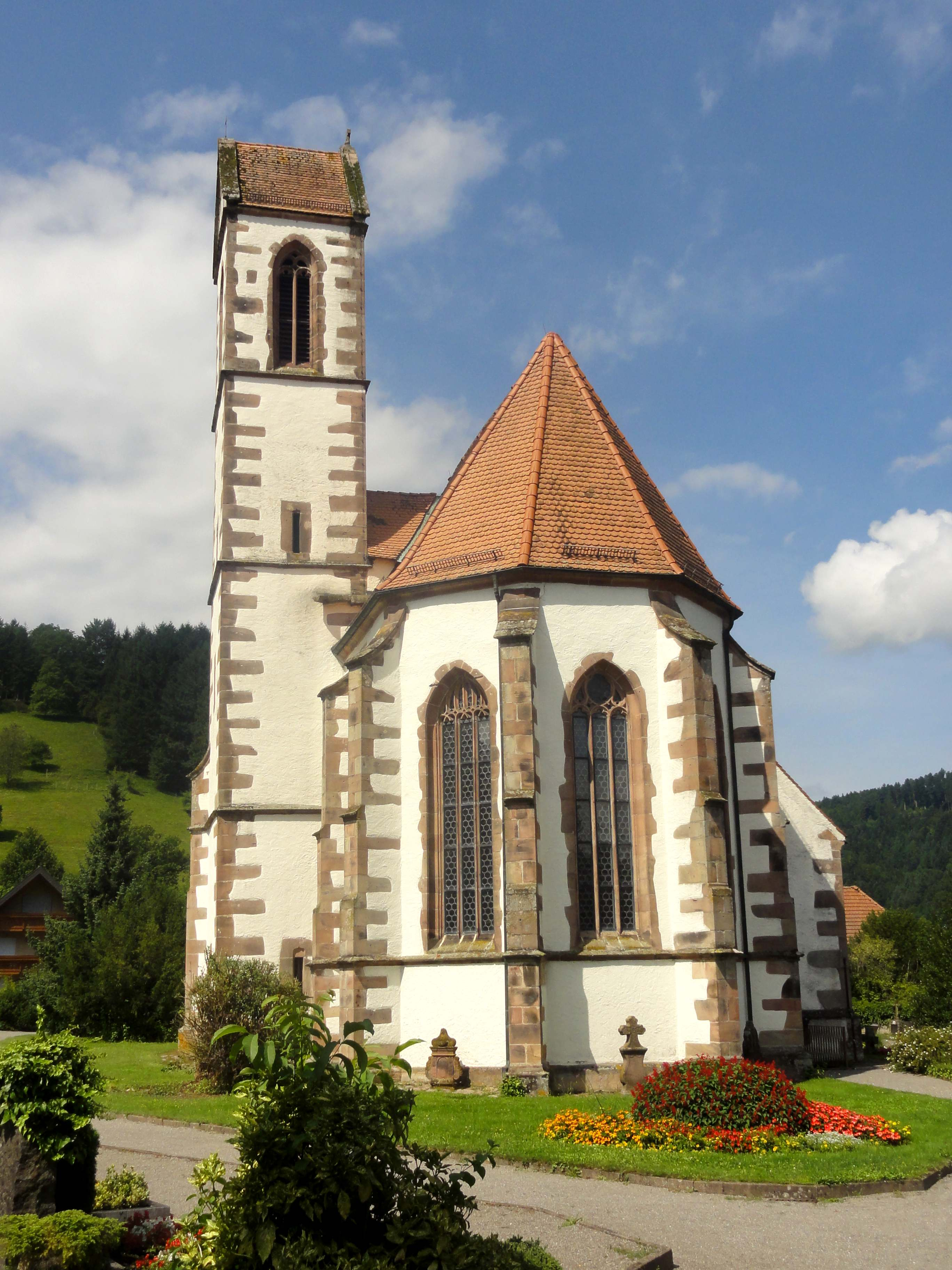
Dorfkirche St. Mauritius

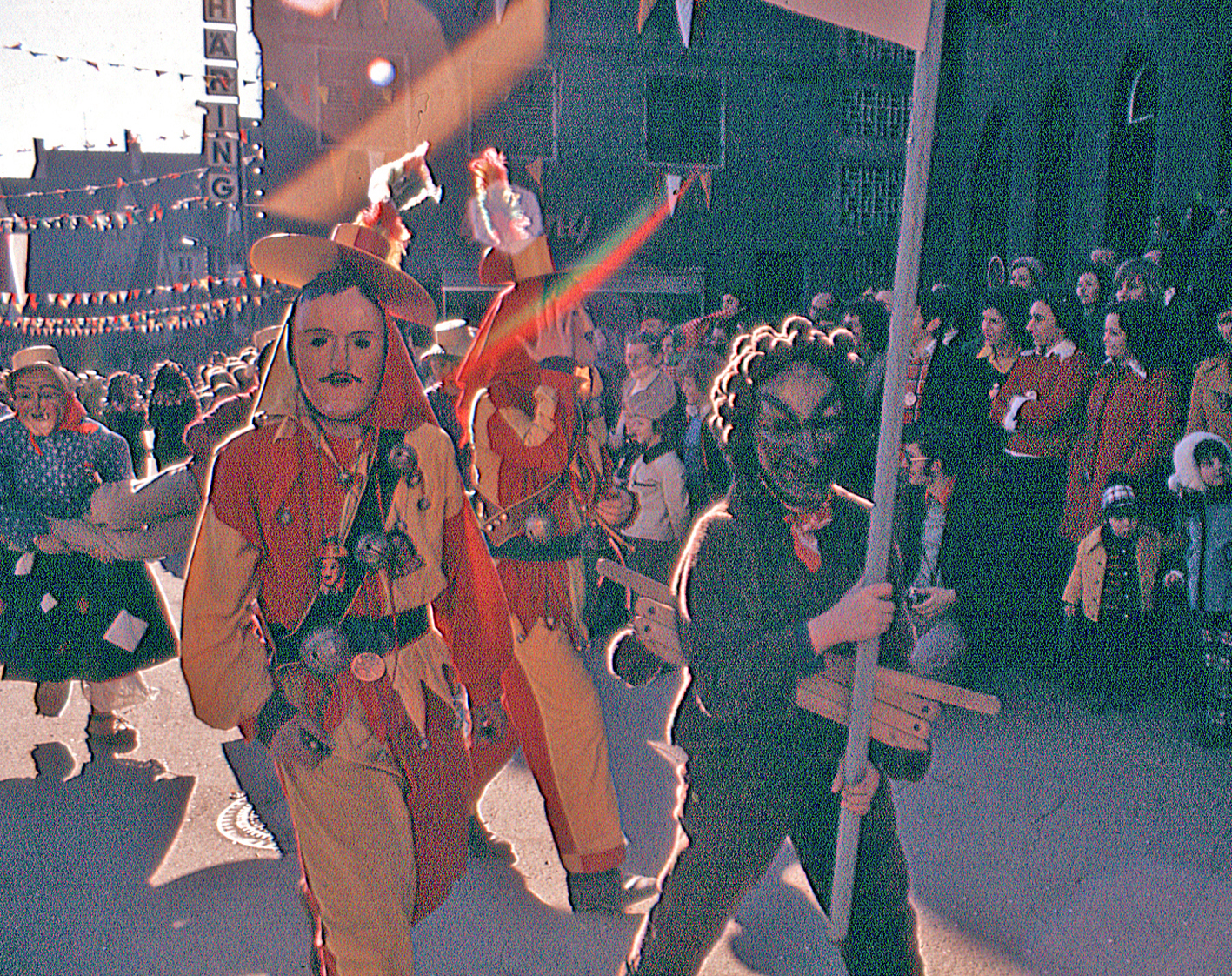
Spättlemadlee mit Strohhut (im Hintergrund ganz links) und zwei rot-gelb gewandete Hansele (Mitte) bei einem Narrentreffen 1974

Hausach liegt am Großen Hansjakobweg und am Westweg, zwei Wanderwegen, die an vielen Sehenswürdigkeiten vorbeiführen.
Die Stadt ist mit ihren beiden Hauptfiguren Spättle und Hansele ein lebendiger Teil der schwäbisch-alemannischen Fastnacht.
Der im Jahre 1998 von dem Hausacher Lyriker José F. A. Oliver mit Unterstützung der Stadt Hausach gestartete jährliche Hausacher Leselenz ist mit seinen zahlreichen öffentlichen Lesungen und Schreib- und Textwerkstätten und Lesungen in Hausacher Schulen und Kindergärten ein fester Bestandteil des regionalen Kulturlebens und ein Literaturfestival von mittlerweile überregionaler Bedeutung. Namhafte Autoren, aber auch weniger etablierte Schriftsteller aus dem gesamten deutschsprachigen Raum sind in den vergangenen Jahren der Einladung nach Hausach gefolgt.
Für die unter Denkmalschutz stehenden Kulturdenkmäler des Ortes siehe die Liste der Kulturdenkmale in Hausach.

### Museen

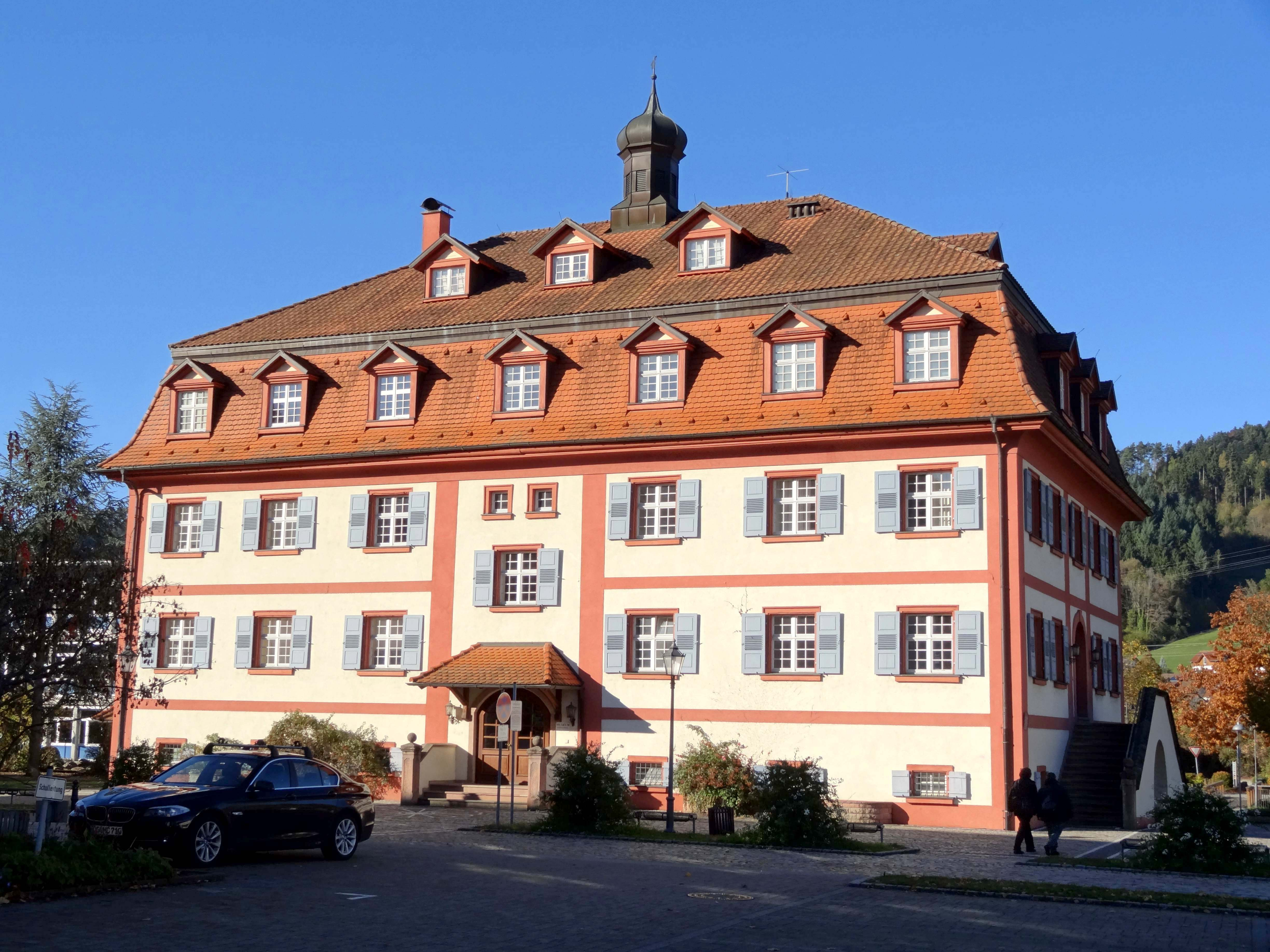
Herrenhaus mit Heimatmuseum

Das Bergbaumuseum Erzpoche stellt den Bergbau im Kinzigtal dar. Im Herrenhaus ist das städtische Museum untergebracht. Im Molerhiisli ist das Werk des Malers und Dichters Eugen Falk-Breitenbach ausgestellt. Die Schwarzwald-Modell-Bahn war bis Januar 2019 ein Ausflugsziel für Miniaturbauer.

### Bauwerke

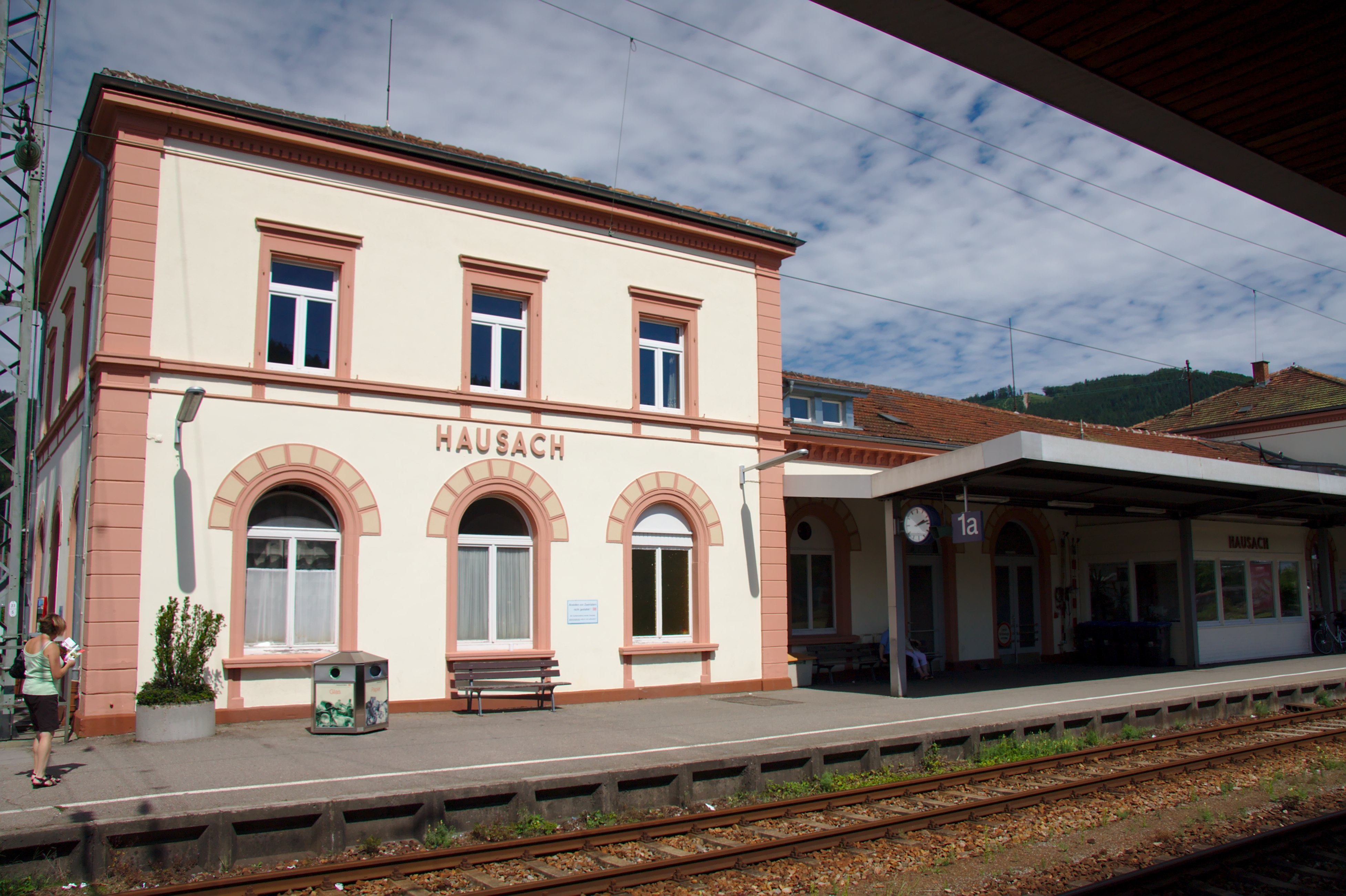
Bahnhof Hausach

- Die Stadt Hausach liegt zu Füßen der Burg Husen.
- Im Ortsteil Einbach befindet sich ein idealtypisches Kinzigtäler Schwarzwaldhaus, das von der Denkmalstiftung Baden-Württemberg zum „Denkmal des Monats Oktober 2009“ ernannt wurde.
- das Herrenhaus in der Stadtmitte, Geburtshaus von Ignaz Speckle
- die Dorfkirche im Friedhof (romanisch mit gotischem Sternenchor und ab 1916 mit einem Fronleichnamsaltar der Firma Gebrüder Moroder[19] ausgestattet).

## Persönlichkeiten

### Ehrenbürger
- Manfred Kienzle
- Kurt Klein[20]
- Manfred Wöhrle[21]
- José F. A. Oliver[22]

Am 27. März 1933 wurde Adolf Hitler die Ehrenbürgerschaft verliehen. Erst am 21. Februar 2011 wurde ihm diese auf Initiative regionaler Vereine und Schülern aberkannt.

### Söhne und Töchter der Stadt
- Ignaz Speckle (1754–1824), letzter Abt von St. Peter
- Hermine Schuh (1819–1902), Botanikerin
- Archibald Reiss (1875–1929), Publizist und Chemiker
- Karl Schmider (1935–2022), Komponist und Kirchenmusiker
- Czesław Piątas (* 20. März 1946), General, Chef des Stabes der Polnischen Streitkräfte 2000–06
- Anna Schmid (* 1960), Ethnologin
- José F. A. Oliver (* 1961), Lyriker und Schriftsteller andalusischer Herkunft
- Georg Winterer (* 1961), Unternehmer, Neurowissenschaftler und Facharzt für Psychiatrie
- Dirk Dufner (* 1968), Fußballfunktionär und Spielerberater
- Rainer Pollack (* 1970), Kulturmanager, kaufmännischer Direktor und Vorstand des Goethe-Instituts
- Jakob Wöhrle (1975–2025), evangelischer Theologe

### Personen, die mit der Stadt in Verbindung stehen
- Georg Anton Bredelin (1752–1814), von 1784 bis 1797 Schullehrer in Hausach; Dichter, Musiker, Komponist
- Helmut Hacker (1930–2019), Glasmaler
- Kurt Klein (1930–2016), Pädagoge, Schulamtsdirektor, Schriftsteller und Heimatforscher; wohnte in Hausach
- Wolfgang Schäuble (1942–2023), Politiker (CDU), Präsident des Deutschen Bundestages; absolvierte im Jahre 1961 sein Abitur am Gymnasium in Hausach
- Patrick Steuerwald (* 1986), Volleyball-Nationalspieler
- Markus Steuerwald (* 1989), Volleyball-Nationalspieler